# Liang Chen
Liang Chen (chiń. 梁晨; ur. 25 lutego 1989) – chińska tenisistka.

## Kariera tenisowa
W przeciągu kariery zwyciężyła w czterech singlowych i trzynastu deblowych turniejach rangi ITF. Jej pierwszym wygranym turniejem w głównym cyklu WTA Tour był turniej w Kantonie, gdzie występowała w deblu wraz z Chuang Chia-jung. Tenisistki pokonały w finale Alizé Cornet i Magdę Linette.
Najwyżej sklasyfikowana w rankingu WTA Tour w singlu była na 342. miejscu (21 września 2009), natomiast w rankingu deblowym na 35. miejscu (26 października 2015).

## Finały turniejów WTA
| Legenda                     | Legenda |
| --------------------------- | ------- |
| Wielki Szlem                |         |
| Igrzyska olimpijskie        |         |
| WTA Tour Championships      |         |
| WTA Elite Trophy            |         |
| 2009 – 2020                 |         |
| WTA Premier Mandatory       |         |
| WTA Premier 5               |         |
| WTA Premier                 |         |
| WTA International Series    |         |
| WTA 125K series (2012–2020) |         |

### Gra podwójna 12 (7-5)
| Końcowy wynik | Nr | Data              | Turniej      | Nawierzchnia  | Partnerka        | Przeciwniczki                                  | Wynik finału       |
| ------------- | -- | ----------------- | ------------ | ------------- | ---------------- | ---------------------------------------------- | ------------------ |
| Zwyciężczyni  | 1. | 20 września 2014  | Kanton       | Twarda        | Chuang Chia-jung | Alizé Cornet Magda Linette                     | 2:6, 7:6(3), 10–7  |
| Finalistka    | 1. | 10 stycznia 2015  | Shenzhen     | Twarda        | Wang Yafan       | Ludmyła Kiczenok Nadija Kiczenok               | 4:6, 6:7(6)        |
| Zwyciężczyni  | 2. | 8 marca 2015      | Kuala Lumpur | Twarda        | Wang Yafan       | Julija Bejhelzimer Olha Sawczuk                | 4:6, 6:3, 10–4     |
| Zwyciężczyni  | 3. | 23 maja 2015      | Strasburg    | Ceglana       | Chuang Chia-jung | Nadija Kiczenok Zheng Saisai                   | 4:6, 6:4, 12–10    |
| Finalistka    | 2. | 29 sierpnia 2015  | New Haven    | Twarda        | Chuang Chia-jung | Julia Görges Lucie Hradecká                    | 3:6, 1:6           |
| Zwyciężczyni  | 4. | 8 listopada 2015  | Zhuhai       | Twarda (hala) | Wang Yafan       | Anabel Medina Garrigues Arantxa Parra Santonja | 6:4, 6:3           |
| Zwyciężczyni  | 5. | 15 listopada 2015 | Hua Hin      | Twarda        | Wang Yafan       | Varatchaya Wongteanchai Yang Zhaoxuan          | 6:3, 6:4           |
| Finalistka    | 3. | 6 marca 2016      | Kuala Lumpur | Twarda        | Wang Yafan       | Varatchaya Wongteanchai Yang Zhaoxuan          | 6:4, 4:6, 7–10     |
| Finalistka    | 4. | 21 maja 2016      | Strasburg    | Ceglana       | María Irigoyen   | Anabel Medina Garrigues Arantxa Parra Santonja | 2:6, 0:6           |
| Zwyciężczyni  | 6. | 7 sierpnia 2016   | Nanchang     | Twarda        | Lu Jingjing      | Shūko Aoyama Makoto Ninomiya                   | 3:6, 7:6(2), 13–11 |
| Finalistka    | 5. | 24 września 2016  | Tokio        | Twarda        | Yang Zhaoxuan    | Sania Mirza Barbora Strýcová                   | 1:6, 1:6           |
| Zwyciężczyni  | 7. | 29 kwietnia 2018  | Stambuł      | Ceglana       | Zhang Shuai      | Xenia Knoll Anna Smith                         | 6:4, 6:4           |

## Wygrane turnieje rangi ITF
| turnieje z pulą nagród 100 000 $ |
| turnieje z pulą nagród 75 000 $  |
| turnieje z pulą nagród 50 000 $  |
| turnieje z pulą nagród 25 000 $  |
| turnieje z pulą nagród 15 000 $  |
| turnieje z pulą nagród 10 000 $  |

### Gra pojedyncza
|    | Data       | Turniej  | Naw.   | Przeciwniczka   | Wynik            |
| 1. | 05/05/2008 | Tarakan  | Twarda | Lavinia Tananta | 6:7(1), 6:2, 6:3 |
| 2. | 12/05/2008 | Bulungan | Twarda | Lavinia Tananta | 6:7(5), 6:2, 6:2 |
| 3. | 02/07/2011 | Pattaya  | Twarda | Luksika Kumkhum | 2:6, 7:6(6), 7:5 |
| 4. | 20/12/2014 | Hongkong | Twarda | Sun Xuliu       | 6:3, 7:5         |

### Gra podwójna
|     | Data       | Turniej   | Naw.    | Partnerka     | Przeciwniczki                          | Wynik            |
| 1.  | 13/02/2006 | Shenzhen  | Twarda  | Song Shanshan | Hao Jie Yang Shujing                   | 7:5, 6:1         |
| 2.  | 21/02/2009 | Kanton    | Twarda  | Ji Chunmei    | Han Xinyun Sun Shengnan                | 6:7, 6:2, 10-3   |
| 3.  | 28/08/2009 | Qianshan  | Twarda  | Sun Shengnan  | Alison Bai Sacha Jones                 | 6:2, 6:4         |
| 4.  | 21/02/2011 | Antalya   | Twarda  | Tian Ran      | Olga Panowa Marina Shamayko            | 6:7, 7:5, 6:4    |
| 5.  | 28/02/2011 | Antalya   | Twarda  | Tian Ran      | Darija Jurak Katarzyna Kawa            | 4:6, 6:2, 6:4    |
| 6.  | 02/05/2011 | Buchara   | Twarda  | Han Sung-hee  | Nina Bratczikowa Ksienija Pałkina      | 4:6, 7:6(5), 6:4 |
| 7.  | 13/06/2011 | Pattaya   | Twarda  | Zhao Yijing   | Luksika Kumkhum Napatsakorn Sankaew    | 1:6, 6:1, 7:5    |
| 8.  | 27/06/2011 | Pattaya   | Twarda  | Zhao Yijing   | Misa Eguchi Akiko Ōmae                 | 6:3, 6:4         |
| 9.  | 04/07/2011 | Pattaya   | Twarda  | Zhao Yijing   | Yurina Koshino Varatchaya Wongteanchai | 6:1, 6:4         |
| 10. | 22/08/2011 | Saitama   | Twarda  | Liu Wanting   | Akari Inoue Ayumi Oka                  | 6:3, 5:7, 6:2    |
| 11. | 25/06/2012 | Inczon    | Twarda  | Sun Shengnan  | Kim Ji-young Yoo Mi                    | 6:3, 6:2         |
| 12. | 09/07/2012 | Huzhu     | Ceglana | Li Ting       | Li Yihong Tian Ran                     | 7:5, 3:6, 10-6   |
| 13. | 26/05/2014 | Zhengzhou | Twarda  | Chan Chin-wei | Han Xinyun Zhang Kailin                | 6:3, 6:3         |